# از بخت بد عاشقت شدم
از بخت بد عاشقت شدم (به کره‌ای: 운명처럼 널 사랑해) یک مجموعهٔ تلویزیونی کره جنوبی سال ۲۰۱۴ با بازی جانگ هیوک، جانگ نا-را، چوی جین-هیوک و وانگ جی وون است. این مجموعه از ۲ ژوئیه تا ۴ سپتامبر ۲۰۱۴، روزهای چهارشنبه و پنجشنبه ساعت ۲۱:۵۵ (کی‌اس‌تی) از ام‌بی‌سی برای ۲۰ قسمت پخش شد.

## بازیگران

### اصلی
- جانگ هیوک در نقش لی گون[۶][۷]
- جانگ نا-را در نقش کیم می یونگ/الی کیم[۸]
- چوی جین-هیوک در نقش دنیل پیت/کیم ته هو
- وانگ جی وون در نقش کانگ سه را/کیم می یونگ
- چوی وو شیک